# Simón de Anda
Simón de Anda y Salazar (Subijana de Álava, 28 oktober 1701 – Cavite, 30 oktober 1776) was een Spaans koloniaal bestuurder en tweemalig gouverneur-generaal van de Filipijnen.
Anda was ten tijde van de Slag om Manilla luitenant-gouverneur en kapitein-generaal van de Filipijnen. Op 4 oktober 1762, twee dagen voor de overgave van Manilla door interim-gouverneur-generaal en aartsbisschop Manuel Antonio Rojo del Rio Vera ontsnapte hij en vluchtte naar de provincie Bulacan. Daar organiseerde hij samen met andere Spanjaarden in de provincie het bestuur van de rest van de kolonie en vestigde hij de nieuwe hoofdstad in Bacolor. Hoewel hij te maken kreeg met enkele opstanden, waaronder die van Diego Silang en zijn volgelingen, slaagde hij erin om te voorkomen dat de gehele archipel in Engelse handen viel. Twee factoren speelden hierbij een belangrijke rol. De Engelsen hadden te weinig manschappen op serieuze pogingen te ondernemen het verzet te breken en de Spaanse religieuze ordes in de provincie, die er veel belang bij hadden dat de Filipijnen in Spaanse handen bleven, zorgden ervoor dat het grootste deel van de Filipino's loyaal bleef aan de Spaanse machthebbers.
Nadat het nieuws van de Vrede van Parijs en teruggave van Manilla en Cavite op de Filipijnen was aangekomen, begonnen de onderhandelingen over de overdracht. De Engelsen, die Anda nooit hadden erkend als de nieuwe gouverneur-generaal, veranderden dit standpunt toen aartsbisschop Rojo overleed. In april 1764 vond uiteindelijk de terugtrekking van de Engelsen plaats.
Anda reisde terug naar Spanje en werd daar goed ontvangen aan het hof van de Spaanse koning. Hij werd benoemd tot lid van de Raad van Castilië. In een brief aan de koning beschreef hij de misstanden die hem in de Filipijnen onder ogen gekomen waren, waaronder diverse begaan door de religieuze ordes daar.
De koning benoemde hem daarop korte tijd later als gouverneur-generaal van de Filipijnen en op 12 april 1770 keerde hij terug in Manilla. Hij ging er voortvarend te werk, hervormde het leger en wekte met diverse maatregelen de weerstand van de fraters op. De problemen met de moro's (moslims) uit het zuiden bleven voortduren, ook tijdens zijn periode als gouverneur. Die periode werd gekenmerkt door zijn strijd tegen de macht van de religieuze ordes.
Op 30 oktober 1776 overleed Anda op 75-jarige leeftijd in het ziekenhuis van Cavite. Op de Bonifacio Avenue staat een monument ter nagedachtenis aan hem. De plaatsen Anda in Pangasinan en Anda in Bohol zijn naar hem vernoemd.
- Biblioteca Nacional de España: XX1267906
- Library of Congress Control Number: no96026256
- Virtual International Authority File: 11898515
- WorldCat: E39PBJgxwtVD37tm3YY8RQjXBP